# Zbór Kościoła Chrześcijan Baptystów w Kętach
Wspólnota Kościoła Chrześcijan Baptystów w Kętach – zbór Kościoła Chrześcijan Baptystów znajdujący się w Kętach, przy ulicy 3 Maja 20.
Nabożeństwa odbywają się w każdą drugą i czwartą  niedzielę miesiąca o godzinie 16:00.